# Google Assistant
Der Google Assistant ist ein intelligenter persönlicher Assistent des US-amerikanischen Unternehmens Google für Android, Google Home, iOS und den Messenger Google Allo, der gesprochene als auch eingegebene natürliche Sprache empfängt und verarbeitet. Die Software ist der Nachfolger von Google Now. Der Google Assistant wird von Google Gemini ersetzt.

## Geschichte
Der Google Assistant wurde am 18. Mai 2016 auf der Google-Entwicklerkonferenz: Google I/O vorgestellt. Im deutschen Sprachraum konnte man auf den Google Assistant erstmals über den Umweg des am 21. September 2016 veröffentlichten Messenger-Diensts Google Allo in englischer Sprache, später auch in deutscher Sprache zugreifen. Die „echte“ Sprachassistenz, welche Google Now ablösen soll, wurde im Sommer 2017 in deutscher Sprache gestartet.

## Funktionen
Im Gegensatz zum Vorgänger Google Now lernt der Assistant den Nutzer kennen, um anhand des Kontextes früherer Fragen weiterführende Fragen zu beantworten. Auf Google-Pixel-Smartphones und ab 2. März 2017 mit Android 6.0 oder neuer (ab 1,4 GB Arbeitsspeicher und 1280 × 720 Pixeln Bildschirmauflösung) kann der Assistant auch Einstellungen ändern oder Fragen in Bezug auf den Bildschirminhalt beantworten wie Google Now on Tap.
Die Spracherkennung benötigte bis zum Jahre 2019 einen Speicherbedarf von rund 100 GB. Da die meisten Smartphones hierfür zu wenig Speicher enthalten, werden Sprachsignale über Funknetze an Google-Server zur Auswertung versendet.
Ausgehend von Pixel-4-Smartphones nehmen diese Programme nur noch 0,5 GB ein, um lokal im Gerät Befehle zu erkennen – auch ohne Internetverbindung. Dadurch werden Sprachanweisungen deutlich schneller verarbeitet als mit manueller Eingabe.
Angesteuert werden mit Stand Mitte 2020 50.000 Geräte von 5000 Herstellern in 38 Kategorien, darunter Boiler, Dunstabzugshauben, Duschen, Eingangstüren, Fenster, Fensterläden, Garagentore, Markisen, Mikrowellen, Pergolas, Schlösser, Sicherheitssysteme, Türen, Ventile, Vorhänge und Wasserkocher.

## Drittanbieter

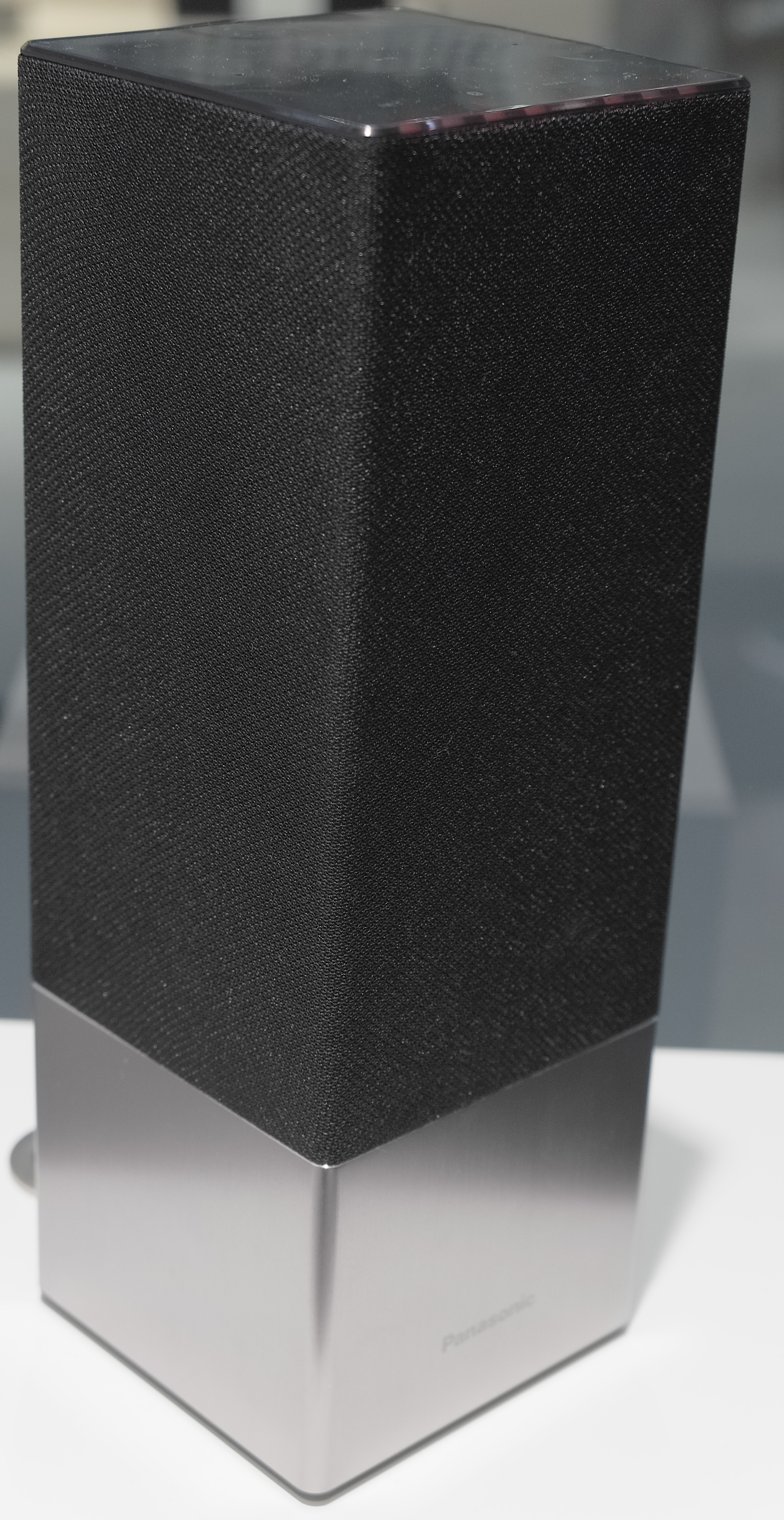
HiFi-Lautsprecher Panasonic SC-GA10 mit integriertem Google Assistant

Seit Dezember 2016 erlaubt Google Drittanbietern, über die Plattform Dialogflow (vorher API.ai) ihre Produkte oder Dienste in den Google Assistant zu integrieren.

## Datenschutz
Tausende Mitarbeiter in Vertragsunternehmen schreiben rund 0,2 % aller Audio-Aufnahmen des Sprach-Assistenten mit und werten sie aus – auch ohne Start durch das Aktivierungswort „OK, Google“.